# Heterocyathus sulcatus
Espèce
Statut CITES
Heterocyathus sulcatus est une espèce de coraux appartenant à la famille des Caryophylliidae.